# Temi LGBT nella mitologia cinese

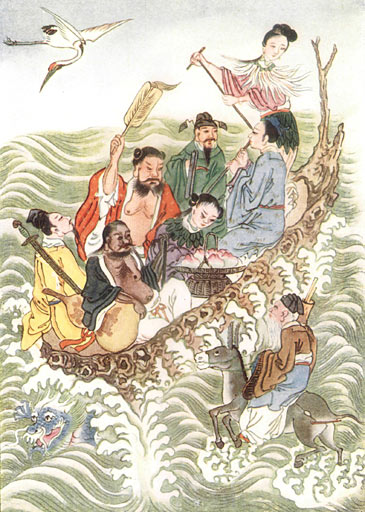
"Gli otto immortali che attraversano il mare", da Miti e leggende della Cina, 1922, E.T.C. Werner.

I temi LGBT nella mitologia cinese sono molti e importanti, la cosa riflette le antiche prospettive cinesi verso la sessualità e il genere. I miti cinesi e i racconti popolari tradizionali sono fortemente influenzati dalle credenze religiose, in particolare quelle taoista, confuciana e buddista.
I miti includono casi di cambiamento di genere e l'attività sessuale tra membri dello stesso sesso, o tra umani e creature soprannaturali.

## Sessualità nei miti cinesi
La mitologia cinese è stata descritta come "ricca di storie sull'omosessualità". Le storie mitologiche e il folclore della Cina riflettono le antiche prospettive cinesi verso l'omosessualità, rispetto alla visione moderna. Questi miti sono fortemente influenzati da credenze religiose, in particolare taoiste e confuciane, e, in seguito, dagli insegnamenti buddisti. L'omosessualità nei miti o nei racconti popolari cinesi può implicare un esplicito contatto fisico, ma può anche essere rappresentata da più "profonde emozioni e sentimenti", rendendo difficile distinguere in modo inequivocabile una relazione omoerotica da altre relazioni sociali, come un'amicizia o una rivalità. L'attività sessuale nel mito cinese è spesso descritta metaforicamente, per esempio, in termini militari. Ciò porta alcuni lettori a interpretare figurativamente le scene del combattimento, come metafore sessuali. Le storie popolari sono in genere più esplicite sugli incontri romantici tra persone dello stesso sesso rispetto alle rievocazioni letterarie. L'omosessualità maschile e femminile erano considerate non correlate nell'antica Cina e ci sono pochissime descrizioni del lesbismo nei testi tradizionali cinesi.
La tradizione pre-taoista, pre-confuciana della Cina era prevalentemente sciamanica, con la maggioranza degli sciamani che erano donne. Si credeva che l'amore omosessuale maschile avesse origine nel mitico sud, quindi l'omosessualità a volte viene ancora chiamata "vento del sud". A partire da questo periodo, numerosi spiriti o divinità furono associati all'omosessualità, alla bisessualità e al transgenderismo. Questi includono: Chou Wang, Lan Caihe - uno degli Otto Immortali, Shan Gu, Yu il Grande, e Gun.
Il taoismo religioso è generalmente considerato politeistico. Le sue numerose divinità, benché unificate dall'idea e dalla pratica del Tao, sono spesso rappresentate come parte di una gerarchia celeste che rispecchia la burocrazia della Cina imperiale. Secondo le credenze del taoismo religioso le divinità cinesi possono essere promosse o retrocesse per le loro azioni. Alcune divinità sono anche semplicemente esseri umani esaltati, come Guan Yu, il dio dell'onore e della pietà. Le divinità particolari adorate variano in base alle regioni geografiche e ai periodi storici della Cina, sebbene il modello generale di adorazione sia più costante.
L'astinenza sessuale è vista come virtuosa se risulta dall'abnegazione, permettendo una maggiore attenzione a questioni spirituali o eroiche. Questo non è il caso se l'astinenza è il risultato della castrazione. Gli eunuchi nei miti cinesi sono solitamente descritti come "avidi e codardi", con una "mancanza di autodisciplina simile a quella tipica delle donne".

## Terre mitiche
Il regno delle donne è un paese situato nel sud del Tibet o su un'isola isolata. Si ritiene che l'isola sia inaccessibile ai normali viaggi a causa del fatto che sia circondata da acqua con una densità inferiore al solito, causando l'affondamento delle navi. Viaggiatori occasionali si sono trovati trasportati nell'isola da trombe d'aria e hanno riferito che è abitata solo da donne. Queste donne hanno una comunità pienamente funzionante senza uomini e le uniche relazioni sono quindi tra le donne. Le donne si riproducono dormendo all'aperto, dove rimangono incinte dall'azione del vento del sud che soffia attraverso i loro corpi o facendo il bagno in pozze d'acqua. Qualsiasi bambino maschio nato muore prima dei tre anni.
Un altro regno femminile esiste nel folklore. Questa è una terra mitica, in cui uomini e donne hanno i loro ruoli sociali invertiti. Gli uomini vengono chiamati donne e gestiscono la casa indossando abiti femminili tradizionali. Al contrario, le donne si vestono con stivali e cappelli da uomo e sono incaricate degli affari pubblici. La credenza popolare in questo regno delle donne è meglio conosciuta dal romanzo del diciottesimo secolo "Romanzo dei fiori nello specchio".

## Incontri soprannaturali

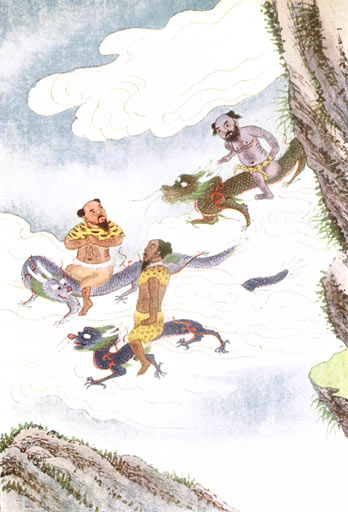
Dei draghi, da Miti e leggende della Cina, 1922 di E. T. Werner. I draghi a volte aggredivano sessualmente uomini più anziani.

Gli incontri omosessuali sono comuni nelle storie popolari cinesi. Gli Xian (spiriti animali o fate) scelgono spesso partner dello stesso sesso, solitamente giovani uomini o ragazzi. Alcune storie mostrano che il Xian chiede al Signore delle fate il permesso di rimanere con i loro amanti maschi per un po' 'di tempo (che potrebbe essere lungo quanto anni, a causa del tempo che passa in modo diverso nel regno delle fate). Se il Signore delle Fate ricorda, può tagliare la relazione facilmente, quindi tali relazioni sono spesso brevi con fini malinconiche quando il partecipante umano viene abbandonato. Un rapporto Xian-umano è visto nel racconto di "The Scholar and the Flower Spirit".
Un'eccezione alla preferenza di età per gli uomini più giovani è mostrata dal drago, una potente bestia mitologica e un simbolo fallico di potenza maschile. Secondo Xiaomingxiong, i draghi cinesi "godono costantemente di relazioni sessuali con uomini più anziani"; un esempio è nel racconto del "Vecchio contadino e un drago", in cui un contadino sessantenne viene forzatamente sodomizzato da un drago che passa, con conseguenti ferite da penetrazione e morsi che richiedono cure mediche.
Vi sono molte altre storie che presentano interazioni omoerotiche o figure transgender come: "Il contadino e il maiale" e "La fata della volpe e uno studioso". Ovvero?

## Figure e divinità leggendarie
Guan Yu, il capo militare deificato, è descritto nella leggenda come "non colpito da donne bellissime". Questo è stato interpretato come un riferimento all'asessualità dalla maggior parte dei commentatori, piuttosto che da un sottotesto omosessuale, ma nel folclore si ritiene che i suoi rapporti con i suoi fratelli (non legati al sangue) abbiano una componente omoerotica.
Sebbene la letteratura di alcune scuole taoiste includesse l'omosessualità come una delle forme di cattiva condotta sessuale, Tu Er Shen è una divinità nel folclore cinese che si dice gestisca l'amore e il sesso tra uomini omosessuali. Il suo nome significa letteralmente "divinità dei conigli". Secondo "Il racconto del Dio dei conigli" nello Zi Bu Yu, Tu Er Shen era originariamente un uomo di nome Hu Tianbao, che si innamorò di un bel giovane ispettore imperiale della provincia del Fujian. Un giorno Hu Tianbao fu sorpreso a fare capolino dall'ispettore e a quel punto confessò i suoi riluttanti sentimenti per l'altro uomo. L'ispettore imperiale condannò Hu Tianbao a morte per percosse. Dal momento che il suo crimine era di amore, i funzionari del sottomondo decisero di correggere l'ingiustizia elevando Hu Tianbao a dio e il difensore degli affetti omosessuali. Per soddisfare i bisogni dei moderni omosessuali a Taiwan è stato rianimato il culto del Dio dei conigli: un tempio taoista gay fondato nella città di Yonghe.

### Opere
- Randy P. Conner, Sparks, David Hatfield e Sparks, Mariya, Cassell's Encyclopedia of Queer Myth, Symbol and Spirit, UK, Cassell, 1998, ISBN 0-304-70423-7.
- Xiaomingxiong, GLBTQ Encyclopedia, "Chinese Mythology", su glbtq.com, New England Publishing Associates, 2002. URL consultato il 20 marzo 2009 (archiviato dall'url originale il 9 luglio 2009).
- Kam Louie, Theorising Chinese masculinity: society and gender in China, Cambridge University Press, 2002, ISBN 978-0-521-80621-3.
- Edward T. C. Werner, Myths and Legends of China, BiblioBazaar, LLC, 2008, ISBN 978-0-554-29643-2.